# París-Niza 1976
La París-Niza 1976, fue la edición número 34 de la carrera, que estuvo compuesta de nueve etapas y un prólogo disputados del 7 al 14 de marzo de 1976. Los ciclistas completaron un recorrido de 1.205 km con salida en Aulnay-sous-Bois y llegada a Col d'Èze, en Francia. La carrera fue vencida por el belga Freddy Maertens, que fue acompañado en el podio por el holandés Hennie Kuiper y el español Luis Ocaña. 
Se suprimen las bonificaciones de tiempo a la llegada de cada etapa. Sólo en la cima del Chalet Reynard hay una bonificación de un minuto para el primero y un minuto menos su retraso para los perseguidores si la diferencia es inferior al minuto.

## Resultados de las etapas
| Etapa                  | Fecha       | Recorrido                       | km     | Ganador                  | Líder           |
| ---------------------- | ----------- | ------------------------------- | ------ | ------------------------ | --------------- |
| Prólogo                | 7 de marzo  | Aulnay-sous-Bois (CRI)          | 6.5 km | Freddy Maertens          | Freddy Maertens |
| 1ª etapa               | 8 de marzo  | Montargis-Montluçon             | 228 km | Jacques Esclassan        | Freddy Maertens |
| 2ª etapa               | 9 de marzo  | Varennes-sur-Allier-Sant-Etiève | 185 km | Freddy Maertens          | Freddy Maertens |
| 3ª etapa               | 10 de marzo | Sant-Etiève-Valença             | 129 km | Freddy Maertens          | Freddy Maertens |
| 4ª etapa               | 11 de marzo | Valença-Aurenja                 | 189 km | Freddy Maertens          | Freddy Maertens |
| 5ª etapa               | 12 de marzo | Aurenja-Gréoux-les-Bains        | 188 km | Jean-Pierre Danguillaume | Hennie Kuiper   |
| 6.ª etapa, 1.er sector | 13 de marzo | Gréoux-les-Bains-Les Arcs       | 96 km  | Freddy Maertens          | Hennie Kuiper   |
| 6.ª etapa, 2.º sector  | 13 de marzo | Les Arcs-Draguignan             | 100 km | Freddy Maertens          | Hennie Kuiper   |
| 7.ª etapa, 1.er sector | 14 de marzo | Seillans-Niza                   | 78 km  | Guy Sibille              | Hennie Kuiper   |
| 7.ª etapa, 2.º sector  | 14 de marzo | Niza-Col d'Èze (CRI)            | 9.5 km | Michel Laurent           | Michel Laurent  |

## Etapas

### Prólogo
7-03-1976. Aulnay-sous-Bois, 6.5 km. CRI
|   | Ciclista               | Equipo                | Tiempo |
| - | ---------------------- | --------------------- | ------ |
| 1 | Freddy Maertens        | Flandria-Velda        | 8' 00" |
| 2 | Dietrich Thurau        | TI-Raleigh            | + 2"   |
| 3 | Jean-Luc Vandenbroucke | Peugeot-Esso-Michelin | + 4"   |

### 1ª etapa
8-03-1976. Montargis-Montluçon, 228 km.
|   | Ciclista          | Equipo                | Tiempo     |
| - | ----------------- | --------------------- | ---------- |
| 1 | Jacques Esclassan | Peugeot-Esso-Michelin | 6h 05' 09" |
| 2 | Freddy Maertens   | Flandria-Velda        | m. t.      |
| 3 | Dietrich Thurau   | TI-Raleigh            | m. t.      |

### 2ª etapa
9-03-1976. Varennes-sur-Allier-Sant-Etiève 185 km.
Henry Anglade, director del equipo Lejeune-BP, abandona la carrera porque sus corredores no acatan sus órdenes y se mantienen pasivos en el pelotón. 
|   | Ciclista                 | Equipo                | Tiempo     |
| - | ------------------------ | --------------------- | ---------- |
| 1 | Freddy Maertens          | Flandria-Velda        | 4h 56' 38" |
| 2 | Jan Raas                 | TI-Raleigh            | m. t.      |
| 3 | Jean-Pierre Danguillaume | Peugeot-Esso-Michelin | m. t.      |

### 3ª etapa
10-03-1976. Sant-Etiève-Valença 129 km.
|   | Ciclista          | Equipo                   | Tiempo     |
| - | ----------------- | ------------------------ | ---------- |
| 1 | Freddy Maertens   | Flandria-Velda           | 3h 05' 55" |
| 2 | Wilfried Wesemael | Miko-De Gribaldy-Superia | m. t.      |
| 3 | Régis Ovion       | Peugeot-Esso-Michelin    | m. t.      |

### 4ª etapa
11-03-1976. Valença-Aurenja, 189 km.
|   | Ciclista        | Equipo         | Tiempo     |
| - | --------------- | -------------- | ---------- |
| 1 | Freddy Maertens | Flandria-Velda | 4h 51' 31" |
| 2 | Dietrich Thurau | TI-Raleigh     | m. t.      |
| 3 | Jan Raas        | TI-Raleigh     | m. t.      |

### 5ª etapa
12-03-1976. Aurenja-Gréoux-les-Bains, 188 km.
Se sube el Mont Ventoux hasta al Chalet Reynard donde Laurent pasa primero bonificando un minuto.
|   | Ciclista                 | Equipo                | Tiempo     |
| - | ------------------------ | --------------------- | ---------- |
| 1 | Jean-Pierre Danguillaume | Peugeot-Esso-Michelin | 5h 12' 50" |
| 2 | Freddy Maertens          | Flandria-Velda        | + 22"      |
| 3 | Joop Zoetemelk           | Gan-Mercier           | m. t.      |

### 6ª etapa, 1º sector
13-03-1976. Gréoux-les-Bains-Les Arcs, 96 km.
|   | Ciclista                 | Equipo         | Tiempo     |
| - | ------------------------ | -------------- | ---------- |
| 1 | Freddy Maertens          | Flandria-Velda | 2h 20' 03" |
| 2 | Luis Ocaña               | Super Ser      | m. t.      |
| 3 | Enrique Martínez Heredia | Kas-Campagnolo | m. t.      |

### 6.ª etapa, 2.º sector
13-03-1976. Les Arcs-Draguignan, 100 km.
|   | Ciclista          | Equipo                   | Tiempo     |
| - | ----------------- | ------------------------ | ---------- |
| 1 | Freddy Maertens   | Flandria-Velda           | 2h 41' 07" |
| 2 | Régis Ovion       | Peugeot-Esso-Michelin    | m. t.      |
| 3 | Wilfried Wesemael | Miko-De Gribaldy-Superia | m. t.      |

### 7ª etapa, 1º sector
14-03-1976. Seillans-Niza, 78 km.
|   | Ciclista        | Equipo                | Tiempo     |
| - | --------------- | --------------------- | ---------- |
| 1 | Guy Sibille     | Peugeot-Esso-Michelin | 1h 53' 05" |
| 2 | Dietrich Thurau | TI-Raleigh            | + 1"       |
| 3 | Gerben Karstens | TI-Raleigh            | + 1' 15"   |

### 7.ª etapa, 2.º sector
14-03-1976. Niza-Col d'Èze, 9.5 km. CRI
|   | Ciclista         | Equipo                   | Tiempo  |
| - | ---------------- | ------------------------ | ------- |
| 1 | Michel Laurent   | Miko-De Gribaldy-Superia | 20' 51" |
| 2 | Bernard Vallet   | Gan-Mercier              | + 17"   |
| 3 | Gerrie Knetemann | TI-Raleigh               | + 19"   |

## Clasificaciones finales

### Clasificación general[1]
| Pos. | Ciclista                 | Equipo                   | Tiempo      |
| ---- | ------------------------ | ------------------------ | ----------- |
|      | Michel Laurent           | Miko-De Gribaldy-Superia | 31h 42' 23" |
| 2    | Hennie Kuiper            | TI-Raleigh               | + 17"       |
| 3    | Luis Ocaña               | Super Ser                | + 26"       |
| 4    | Freddy Maertens          | Flandria-Velda           | + 55"       |
| 5    | Enrique Martínez Heredia | Kas-Campagnolo           | + 2' 30"    |
| 6    | Bernard Vallet           | Gan-Mercier              | + 2' 50"    |
| 7    | Wilfried Wesemael        | Miko-De Gribaldy-Superia | + 2' 53"    |
| 8    | Joop Zoetemelk           | Gan-Mercier              | + 2' 19"    |
| 9    | José Luis Uribezubia     | Super Ser                | + 3' 20"    |
| 10   | Gerrie Knetemann         | TI-Raleigh               | + 3' 25"    |